# Bengal and Assam Railway
| Bengal and Assam Railway | Bengal and Assam Railway   |
| ------------------------ | -------------------------- |
|                          |                            |
| Streckenlänge:           | 1943: 5597 km              |
| Spurweite:               | 1676, 1000, 762 und 610 mm |
|                          |                            |

Die Bengal and Assam Railway (abgekürzt B&AR) war eine Eisenbahngesellschaft in Britisch-Indien und entstand 1942 durch Zusammenschluss der Assam Bengal Railway und Eastern Bengal Railway.
Das neue Unternehmen wurde nach der von der indischen Regierung 1926 eingeführten Indian Railway Classification als Eisenbahn der Klasse I eingestuft.
1945 übernahm die B&AR auch das Schienennetz und Rollmaterial der zuvor unabhängigen Assam Railways and Trading Company.
Nach dem Ende der Kolonialzeit und der Unabhängigkeit 1947 wurde die B&AR zwischen den beiden neuen Ländern Indien und Pakistan aufgeteilt. Der in Indien verbleibende Teil wurde in Assam Railway umbenannt, die wiederum 1952 in der neugegründeten regionalen North Eastern Railway aufging.
Der Teil der innerhalb des Gebiets von Ostpakistan lag wurde in Eastern Bengal Railway umbenannt, wobei Eigentum und Kontrolle der Zentralregierung von Pakistan übertragen wurden. 1961 wurde das System in Pakistan Eastern Railway umbenannt. Nach der Abspaltung von Ostpakistan als Bangladesch entstand daraus 1972 die Bangladesh Railway.